# Esti mesék
Az Esti mesék (eredeti cím: Bedtime Stories) 2008-as amerikai családi filmvígjáték, melyet Adam Shankman rendezett. A főszerepben  Adam Sandler, Keri Russell, Jonathan Morgan Heit, Laura Ann Kesling, Guy Pearce, Aisha Tyler, Russell Brand, Richard Griffiths, Teresa Palmer, Lucy Lawless és Courteney Cox látható.
A filmet 2008. december 25-én mutatta be a mozikban a Disney.

## Cselekmény
|  | Alább a cselekmény részletei következnek! |

Skeeter Bronsont (Adam Sandler) megkéri testvére, Wendy (Courteney Cox), hogy vigyázzon a gyerekeire. A nagybácsi fantáziáját szabadon engedi, minden lefekvés előtt esti mesékkel altatja el a gyerekeket. Olyan meséket talál ki, amikben valahogy mindig ő lesz a főhős. A két kis gyerkőc azonban mindig változtatnak valamit a történeteken. És mintha varázslat történt volna: a két kis krampusz amit mesélt, másnapra mind Skeeter valóságává válik. Először azt hiszik, vagyonokat lehet így keresni, de aztán elválik: a boldog vég abszolút nem egyszerű, a férfinak valóságos kalandokra kell indulnia, ha mesebeli életet szeretne magának.
|  | Itt a vége a cselekmény részletezésének! |

## Szereplők
| Szereplő         | Színész           | Magyar hang    |
| ---------------- | ----------------- | -------------- |
| Skeeter Bronson  | Adam Sandler      | Csőre Gábor    |
| Jill             | Keri Russell      | Solecki Janka  |
| Kendall          | Guy Pearce        | Kautzky Armand |
| Mickey           | Russell Brand     | Miller Zoltán  |
| Donna Hynde      | Aisha Tyler       | Pikali Gerda   |
| Aspen            | Lucy Lawless      | Létay Dóra     |
| Wendy            | Courteney Cox     | Kiss Erika     |
| Barry Nottingham | Richard Griffiths | Papp János     |
| Indián/Rabló     | Rob Schneider     | Józsa Imre     |